# Миодраг Б. Протић
Миодраг Б. Протић (Врњачка Бања, 10. мај 1922 – Београд, 20. децембар 2014) био је српски сликар, ликовни критичар, теоретичар и историчар уметности и академик.

## Биографија
Основну школу завршио је у Врњачкој Бањи, а гимназију у Краљеву. Дипломирао је на Правном факултету у Београду 1950. Учио је сликарство у Сликарској школи Младена Јосића 1943 — 1944. године код Јована Бијелића и Зоре Петровић. Даље образовање стицао је у Паризу 1953 — 1954, Италији (у више наврата) и САД 1963.
Од 1950. до 1959. године ради у Министарству просвете, науке и културе када иницира оснивање Модерне галерије. Откупљује уметничке радове са изложби и атељеа уметника. Постављен је за управника Модерне галерије 1959. Музеј савремене уметности у Београду отвара 1965. године и на његовом челу је до пензионисања 1980.
Излаже од 1946. године на бројним колективним изложбама у земљи и иностранству. Први пут је самостално излагао 1956. Члан је УЛУС-а од 1948. Био је члан групе „Самостални“ (1951 — 1955) и „Децембарске групе“ (1955 — 1960).
Написао је велики број књига, студија, есеја и критика о српској и југословенској ликовној уметности које објављује од 1952. године. Редовни критичар „НИН“-а је између 1952. и 1958. Сарађивао у бројним дневним листовима и часописима: „Глас“, „Рад“, „Политика“, „Борба“, „Данас“, „Дело“, „Савременик“, „Књижевност“, „Летопис Матице српске“, „Књижевне новине“, „Уметност“ и др.
Био је члан Југославенске академије знаности и умјетности у Загребу од 1966. до 1991. године.
Добитник је Награде „Сава Шумановић”.
Октобра 2022. у Протићеву част у оквиру МСУ организована је изложба Господство ума: Миодраг Б. Протић, живот посвећен уметности.

## Стваралаштво

### Сликарство
Миодраг Б. Протић је уз велико ангажовање на оснивању Модерне галерије и писању ликовних критика у којима је свакодневно пратио текући уметнички живот раних педесетих година, највише био посвећен својој основној делатности - сликарству. Припадао је онај генерација која је прва после раскида са догматском естетиком социјалистичког реализма повела нашу уметност према слободном изразу и осамвремењивању њеног језика које ће је довести у ред актуелних естетичких токова тог времена. Протић, веома образован и информисан био је на самом врху српских и југословенских уметника који је као истакнути актер властитим сликарством снажно усмеравао према модернизму овај покрет наше уметничке обнове после Другог светског рата. Сматрао је да нова уметност поседује сопствену традицију и аутономију за коју се у новим условима треба изборити самом сликарском праксом. Већ раним делима је обезбеђивао легитимност апстрактној уметности до чијег је чистог израза дошао у неколико етапа. Три су сликарска елемента којима је Протић изградио свој сликарски стил - линија, боја и предмет. Током шесте деценије његове слике су указале на тај истрајни пут редукције пластичне форме од реализма предметних елемената до облика који је попримио елементе знака и симбола током шездесетих година. Прочишћавање његове слике до чисте апстрактне парадигме било приведено коначном изразу током седме деценије када је у неколико значајних циклуса заокружио опус доводећи га до најрепрезентативнијих примера срспке и југословенске уметности друге половине 20. века.

### Критика
Препород српске ликовне уметности после 1950. године пратила је, а каткада и предводила, и ликовна критика. Прву критику Протић је објавио још као ђак краљевачке Гимназије, у часопису Освит, који је покренуо са својим школским друговима. Иза часописа се налазило истоимено литерарно удружење. У октобру 1950. године написао је критику поводом самосталне изложбе Миће Поповића, а годину дана касније добија место уметничког критичара у НИН-у. Будући да је остао свестан значаја ове дисциплине у нашем уметничком животу, а посебно у времену обнове, Миодраг Б. Протић је велики допринос дао неуморно пишући о текућим ликовним збивањима, највише током шесте деценије двадесетог века. Његово чисто критичарско ангажовање било је значајно смањено крајем те деценије када је био именован за управника Модерне галерије сматрајући да са те позиције има мање права да непосредно арбитрира критичким оценама о појавама и личностима на актуелној сцени, Протић се окреће писању већих есеја и студија које су на синтетички начин обједињавале стилске и естетичке периоде настанка и развоја понајпре, српског модернизма двадесетог века. У том погледу посебно су биле значајне изложбе и циклуса „Југословенска уметност ХХ века“ који је иницирао у Музеју савремен уметности а у којем је са тимом најистакутијих стручњака дао јасну слику њеног развоја и достигнућа. Несумњиво је да је Протић веома много допринео новом унапређивању ликовне критике као активне дисциплине тумачења дела уметности и њених протагониста после година бучне идеолошке пропаганде непосредно после другог рата. Тиме је он начинио својеврсни прикључак са најзначајнијим уметничким критичарима између два светска рата и начинио јасан континуитет и са том значајном традицијом у новијем српском стваралаштву.

## Одликовања
- 1967. Сребрна медаља за заслуге Чехословачке Социјалистичке Републике
- 1977. Орден „командера“ Краљевине Данске
- 1981. Орден заслуга за народ са златном звездом СФРЈ
- 1983. Орден официра реда уметности и књижевности Француске Републике

## Самосталне изложбе
- 1956. Уметнички павиљон, Београд
- 1957. Београдско драмско позориште, Београд
- 1958. — 1959. Трибина младих, Нови Сад
- 1959. Музеј примењене уметности, Београд
- 1960. Мала галерија, Љубљана
- 1961. Народни музеј, Пожаревац
- 1962. Галерија умјетнина, Сплит
- 1963. Салон Модерне галерије, Београд
- 1966 Galerie d'Athenes, Hilton, Atina
- 1967. Уметничка галерија, Ниш
- 1968. Мала галерија, Нови Сад
- 1969. Салон Музеја савремене уметности, Београд
- 1969. — 1970. Градска галерија сувремене умјетности, Загреб
- 1970. Мала галерија, Љубљана
- 1971. Уметничка галерија Културно-пропагандног центра, Сомбор
- 1973. Галерија културног центра, Београд
- 1974. Изложбени павиљон „Књаз Милош“, Аранђеловац
- 1976. Галерија Фирум, Загреб, Галерија културног центра, Београд
- 1978. Салон Ликовне једени, Сомбор
- 1979. Галерија Спектар, Загреб, Уметностна галерија, Марибор
- 1982. Мала галерија, Зрењанин, Музеј савремене уметности, ретроспектива, Београд, Салон Ликовне јесени, Сомбор
- 1982. — 1983. Ликовно разставишче „Рихард Јакопич“, Љубљана
- 1983. Народни музеј, Краљево, Замак културе, Врњачка Бања
- 1984. Умјетнички павиљон Collegium artisticum, ретроспектива, Сарајево, Умјетничка галерија, Зеница, Изложбени салон Дома културе, Бања Лука
- 1986. Галерија Себастиан, Београд, Галерија Себастиан, Вараждин
- 1988. Галерија 73, Београд, Југословенски културни центар, Париз
- 1989. Умјетничка галерија, Будва, Уметничка галерија Стил, Варшава
- 1993. Галерија „Дворац краља Николе I“, Никшић
- 1994. Музеј савремене уметности, Легат Миодрага Б. Протића, Београд
- 1995. Галерија Народног музеја, Краљево, Савремена галерија, Зрењанин
- 1997. Галерија Zepter, Београд
- 2002. Уметнички музеј, Краљево, Народни музеј, Београд
- 2009. Галерија РТС, Београд